# Lena Birgersdotter

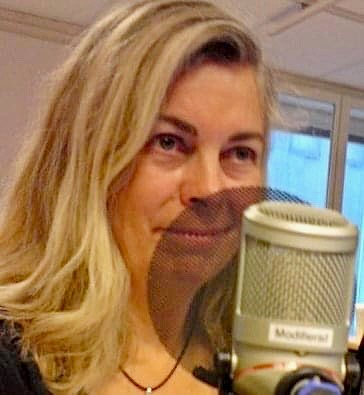
Lena Birgersdotter

Lena Birgersdotter, född 1956 i Uddevalla, är en svensk kulturjournalist. Efter studier vid Göteborgs och Stockholms universitet samt radioproducentutbildning vid Dramatiska Institutet har hon varit verksam framförallt på Sveriges Radios och Sveriges Televisions kulturredaktioner i Stockholm där hon producerat ett stort antal intervjuer och reportage i program som Kulturen och Nike. År 1989 sändes en uppmärksammad intervju i Kulturen med författaren John Berger.
1995–2000 presenterade hon varje vecka nyutkommen litteratur i Rapport Morgon.
2000–2002 var hon ordförande i Augustprisets skönlitterära jury.
Efter flytt till Malmö initierade hon Kulturscen Mazetti som utsågs till Årets glädjespridare av tidskriften Nöjesguiden 2002.
Lena Birgersdotter var under åren 2014–2022 producent för Dagens dikt i Sveriges Radio P1 och ledde juryarbetet för Sveriges Radios lyrikpris.